# Master of Illusion
Master of Illusion è il quarto album della power metal band britannica Power Quest.

## Il disco
È il secondo ed ultimo album realizzato dalla formazione "classica" della band; infatti, tutti i componenti della formazione, ad eccezione del fondatore Steve Williams, abbandoneranno il gruppo nel 2009. Il cantante Alessio Garavello registrò anche le parti di chitarra ritmica, avendo assunto il ruolo di secondo chitarrista dal 2006; era dal secondo album Neverworld che due chitarristi non suonavano le parti di chitarra insieme. Inoltre è l'unico album in cui tutti i membri hanno registrato delle parti vocali (il bassista Steve Scott non registrò i cori in Wings of Forever, e il batterista Francesco Tresca non li registrò in Magic Never Dies).
Dopo la quasi totale assenza di collaborazioni nel precedente Magic Never Dies, in Master of Illusion partecipano ben cinque personalità della scena metal, i quali erano stati annunciati ognuno in separate occasioni da Williams a partire dal dicembre 2007: Bill Hudson (chitarrista dei Cellador), Richard West (tastierista dei Threshold, che già aveva collaborato con la band nell'album Neverworld), Jørn Viggo Lofstad (chitarrista dei Pagan's Mind), Chris Neighbour (cantante dei FourwayKill) e Bob Katsionis (tastierista e chitarrista dei Firewind).
Una serie di podcast fu realizzata dopo la pubblicazione dell'album, nella quale venne dichiarato che Steve Williams scrisse 17 brani per l'album, ma che solo 10 vennero inclusi.

## Tracce
Testi e musiche di Steve Williams, tranne dove indicato.
1. Cemetery Gates – 4:00
2. Human Machine – 5:33
3. Civilised? – 5:19
4. Kings of Eternity – 4:54
5. Master of Illusion (feat. Chris Neighbour) – 5:56
6. The Vigil (feat. Chris Neighbour) – 4:30
7. Save the World – 6:07
8. Hearts and Voices – 4:25
9. I Don't Believe in Friends Forever – 4:30
10. Never Again – 4:59

Traccia bonus nell'edizione giapponese
1. Reckoning Day (cover dei Megadeth) – 4:03 (testo: Dave Mustaine, David Ellefson – musica: Mustaine, Marty Friedman)

## Formazione
- Alessio Garavello – voce, chitarra ritmica
- Steve Williams – pianoforte, tastiere, organo, cori
- Andrea Martongelli – chitarra solista, cori
- Steve Scott – basso, cori
- Francesco Tresca – batteria, cori

Ospiti
- Chris Neighbour – seconda voce e cori (tracce 5-6)
- Bill Hudson – primo assolo di chitarra (traccia 6)
- Jørn Viggo Lofstad – secondo assolo di chitarra (traccia 10)
- Richard West – assolo di tastiere (traccia 2), pianoforte (traccia 11)
- Bob Katsionis – primo assolo di tastiere (traccia 7)